# Paul Verdzekov
Paul Verdzekov (* 22. Januar 1931 in Shisong, Kamerun; † 26. Januar 2010 in Ntasen, Kamerun) war ein kamerunischer Geistlicher und römisch-katholischer Erzbischof des Erzbistums Bamenda in Kamerun.

## Leben
Paul Verdzekov besuchte das Kleine Seminar in Sasse und war von 1945 bis 1947 Lehrer im Vorbereitungsdienst an der St. Joseph Junior Primary School Djottin, die damals zur Pfarrei Shisong gehörte. 1947 war er an der Sacred Heart Boys School Shisong tätig. Von 1948 bis 1950 besuchte er das Elementary Teacher's Training Centre in Njinikom und war anschließend Lehrer an der katholischen Schule in Bambui, von 1952 bis 1954 am Holy Family Minor Seminary in Sasse. Er lernte Bernard Fonlon kennen, der ihn zu einem Wechsel vom Lehrerberuf in das Priesteramt bewog.
1954 trat er in das Priesterseminar Bigard Memorial Seminary in Enugu ein. Von 1958 bis 1962 studierte er am römischen Pontificio Collegio Urbano. Paul Verdzekov empfing am 20. Dezember 1961 die Priesterweihe und absolvierte ein Lizenziatsstudium in den Sozialwissenschaften an der Päpstlichen Universität Gregoriana. 1965 kehrte er nach Kamerun zurück und war in der Seelsorge tätig. Von 1967 bis 1969 absolvierte er ein Promotionsstudium an der Gregoriana in Rom.
Papst Paul VI. ernannte ihn am 13. August 1970 zum ersten Bischof des mit gleichem Datum gegründeten Bistums Bamenda. Die Bischofsweihe spendete ihm der Bischof von Buéa, Willem Peeters MHM, am 8. November 1970; Mitkonsekratoren waren der Bischof von Garoua, Yves-Joseph-Marie Plumey OMI, und der Bischof von Sangmélima, Pierre-Célestin Nkou.
Mit Erhebung des Bistums Bamenda zum Erzbistum am 18. März 1982 ernannte ihn Papst Johannes Paul II. zum Erzbischof von Bamenda. Zudem war er Apostolischer Administrator in Kumbo.
Er hatte zahlreiche Ämter in der afrikanischen Bischofssynode inne. 1989 wurde er Mitglied des vorbereitenden Ausschusses des Sonderbeauftragten für Afrika der Bischofssynode, in dem er als Vorsitzender des Unterausschusses für die Proklamation tätig war; 1994 war er Vorsitzender der Kommission für die Synodenversammlung.
Seinen altersbedingten Rücktritt nahm Papst Benedikt XVI. am 23. Januar 2006 an.